# 枣林乡 (旺苍县)
枣林乡，是中华人民共和国四川省广元市旺苍县曾经下辖的一个乡。2020年5月，撤销麻英乡、枣林乡，将原麻英乡和原枣林乡大埝村、解放村所属行政区域划归白水镇管辖。将原枣林乡双龙村、枣林村、桥河村、三汇村所属行政区域划归张华镇管辖

## 行政区划
枣林乡撤销前下辖以下地区：
双龙村、枣林村、大埝村、解放村、桥河村和三汇村。